# Mănăstirea Cotroceni

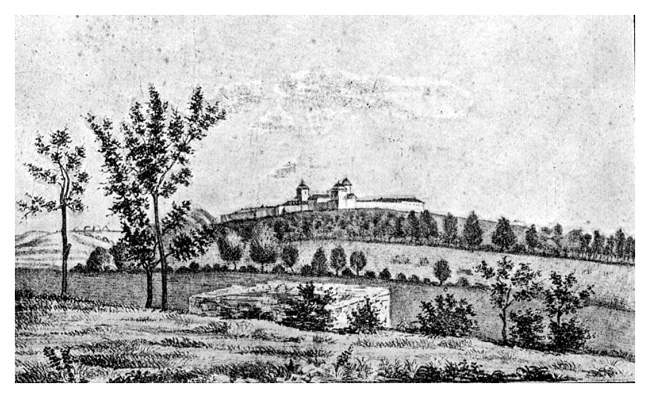
Mănăstirea Cotroceni la 1860.

Mănăstirea Cotroceni a fost ctitorită de domnul Țării Românești Șerban Cantacuzino pe un teren aflat în prezent în compunerea municipiului București.

## Istoric
Istoria Cotroceniului începe acum patru secole și mai bine pe când era înconjurată de vestiții codri ai Vlăsiei. În vârful dealului Cotroceni se afla un schit numit de călugări  Cotrocenii cei de sus, pentru a face deosebire de Cotrocenii de jos, denumire care se referă la satul de cărămidari care se afla la baza dealului. ”Satul și moșia sunt atestate documentar pentru prima oară într-un hrisov domnesc din 27 noiembrie 1614 sub forma Cotroceni. Ele au existat cu siguranță și înainte de 1600, deoarece primii proprietari pe care-i menționează documentele – Stoica, Preda și Istfan – susțin că înainte de a fi devenit proprietatea domnească a lui Mihai Viteazul ei au stăpânit Cotrocenii”.
Semnificația cuvântului „cotrocean” este destul de veche și se pare că provine de la arhaismul a se cotroci ceea ce înseamnă a se ascunde, a se refugia. Acest lucru capătă semnificația cuvenită atunci când ne gândim la geografia locului și la codrii Vlăsiei care înconjurau vechiul schit, fiind foarte deși și adesea folosiți de cei care doreau să scape de prigoana pornită împotriva lor de către domnie.
Zona Cotrocenilor intră în proprietatea lui Șerban Cantacuzino în anul 1660, ca răsplată pentru serviciile deosebite aduse domnitorului Gheorghe Ghica (1659 - 1660). La această proprietate mai adaugă prin cumpărări succesive în 1671, de la fii căpitanului Ghiorca, zona din deal unde va construi mai apoi mănăstirea sa și zona de la poalele dealului, unde va face grădina și parcul palatului domnesc.

## Arhitectura Mânăstirii
Pe întreaga perioadă a domniei sale (1678 – 1688) Șerban Cantacuzino și-a avut reședința în casele domnești de la mănăstirea Cotroceni. Acestea se găseau pe latura nordică a curții și aveau: „patru camere la parter, iar prin intermediul a două scări se făcea legătura cu etajul care avea zece camere ce duceau spre două săli. 
La subsol se afla pivnița de mari dimensiuni care servea la depozitarea unor mari cantități de alimente și vinuri și ocazional ca temniță”. 
Incinta mănăstirii era de formă pătrată, un patrulater în mijlocul căruia se afla biserica – monument de referință pentru arhitectura și arta românească de la confluența secolelor XVII și XVIII.
În legătură cu biserica putem spune ca avea ca lungime 31,5 m și o înălțime de 13,5 m. Pridvorul era sprijinit pe 10 coloane octogonale din piatra unite prin arce semicirculare. Biserica era înconjurată de un brâu median sculptat, aflat la 2/3 din înălțimea locașului. Interiorul era dominat de 12 coloane de piatră sculptată, care se aflau în pridvor și pe care se sprijinea o cupolă. Iconostasul din lemn avea o bogată ornamentație sculptată și aurită, care încadra icoanele împărătești. Pictorul bisericii a fost celebrul Pârvu Mutu.
Pe latura sudică se aflau clădirile stăreției și chiliile călugărilor greci care administrau mănăstirea, iar pe partea vestică se afla turnul clopotniță împreună cu un alt sir de chilii de-o parte și de alta a acestuia.

## Șerban Cantacuzino și Cotrocenii
Familia Cantacuzino s-a stabilit în Țările Române în primele decenii ale secolului XVII, după ce au luat drumul pribegiei, odată cu căderea Constantinopolului în mâinile turcilor. 
Reprezentantul cel mai de seamă al familiei a fost Șerban Cantacuzino, care alături de ceilalți frați ai săi s-au implicat activ în viața politică. La anul 1675 în fruntea familiei se afla Șerban Cantacuzino care „a urcat succesiv toate treptele dregătoriilor curții domnești împlinind misiuni care cereau agerime, discreție, cunoașterea unor limbi străine, relații în diferite medii social politice, iscusință administrativă și talent de constructor”. 
În timpul luptelor pentru putere din anii 1658 – 1660 dintre domnitorul Constantin Șerban Basarab zis și Cârnul și Grigore Ghica, Șerban Cantacuzino ține partea celui din urmă, care-l răsplătește pentru serviciile sale dăruindu-i moșia de la Cotroceni, în posesia căreia însă, intră mult mai târziu: „Anii după 1660 până la 1671 sunt nenorociți pentru familia Cantacuzinilor, cum au fost: uciderea bătrânului postelnic Constantin Cantacuzino, în pivnița de la Snagov; persecuțiilor familiei Cantacuzinilor din parte lui Grigorie Ghica Vodă, prin intrigile lui Stroe Leurdeanul și Dumitrașco Cantacuzino grecul etc... Toate aceste întâmplări, fac ca Șerban Cantacuzino să nu intre în posesia moșiei Cotrocenilor, decât după 11 ani și 5 luni, adică la anul 1671, noiembrie, 18” 
Un episod important pentru istoria Cotroceniului îl reprezintă prigoana lui Duca Vodă împotriva lui Șerban Cantacuzino, care ajunsese atotputernic în vremea respectivă. Astfel domnitorul a încercat să-l elimine pe acest pretendent la tron pentru a scăpa de concurență: „Pe când Duca Vodă era „cu împărăția la Kehrin”, simțind lucrurile, trimite emisari în secret să-l prindă, dar Doamna îl înștiințează și atunci Șerban Cantacuzino fuge, în ziua de 7 octombrie 1678, la moșia sa de la Cotroceni. Aici el stă ascuns trei zile și se roagă Sfinților Serghie și Vach să intervină pe lângă Născătoarea de Dumnezeu să-l scape de vrăjmașii lui și de va scăpa sănătos, va ridica acolo o biserică măreață. În fine, scapă și fuge la Rusciuc și de acolo la Constantinopol; cumpără domnia cu 600.000 lei și în primăvara anului 1679 se urcă pe tron și începe a clădi actuala biserică, la 26 mai același an, pe care o termină în anul 1682, luna octombrie” 
Răpus de o boală necruțătoare, Șerban Cantacuzino moare la 28 octombrie 1688, la numai 54 de ani. Este înmormântat în naosul bisericii de la Cotroceni, asa cum i-a fost dorința.
Ctitorul a făcut numeroase danii mănăstirii, care o făceau, după cum am mai amintit, cea mai bogată mănăstire a Țării Românești. Un inventar din 1716, arăta ca mănăstirea poseda 20 de mari moșii (în Ilfov, Dâmbovita, Muscel, Teleorman, Ialomița), 10 sate de țigani, 18 prăvălii în București, hanul Șerban Vodă și apoi primea și vama de sare, băuturi, pește și lemne din diferite locuri. Pe lângă acestea se mai adaugă și veniturile de la 20 de mănăstiri și schituri de pe întreg cuprinsul țării, care i-au fost închinate. Toate veniturile de la aceste metocuri și moșii se colectau la Cotroceni, de unde luau drumul Sfântului Munte.
De-a lungul secolelor, mulți călători au trecut pe la Cotroceni și au amintit despre ea în scrierile lor. Astfel se pot aminti: englezul Edmund Chisthull care a vizitat mănăstirea în 1702, Anton Maria Del Chiaro, Domenico Sestini, Franz Joseph Sulzer, C. Dapontes etc...
Alături de mormântul său se mai aflau și cele ale fraților săi Matei († 21 decembrie 1685) și Iordache († 8 iunie 1692), apoi a lui Radu fiul lui Constantin Cantacuzino Stolnicul († 25 februarie 1715) și fiul acestuia Constantin († 1729), Smaranda – una din fiicele lui Șerban Cantacuzino († 13 mai 1688), Smaranda fiica lui Radu Cantacuzino (1729) și nu în ultimul rând al Ruxandrei, soția lui Gheorghe, fiul ctitorului decedată înainte de 1753.
Epoca lui Șerban Cantacuzino a fost una de strălucire românească. El s-a implicat în susținerea culturii românești, publicând la tipografia pe care a instalat-o la Cotroceni, mai multe cărți printre care: „Evanghelia” din 1682 și „Apostolul” din 1683 și poate cea mai de seamă operă a sa „Biblia” de la 1688, pe care însă nu a apucat să o vadă tipărită, stingându-se din viață cu puțin timp înaintea imprimării ei.
Ca mai toți domnitorii români, Șerban Cantacuzino a avut o vocație de ctitor, construind multe clădiri pentru a ridica viața social-morală a supușilor săi. Astfel a construit Biserica Doamnei, Hanul Șerban Vodă, o biserică de lemn în vechea mahala a Scorțarului, Podul Șerban Vodă, casele domnești din centru orașului și nu în ultimul rând Mănăstirea Cotroceni, monument de o deosebită  frumusețe și măreție. A fost împodobită cu tot ceea ce-i trebuia pentru a supraviețui și nu numai. În scurt timp, în urma nenumăratelor danii a devenit cea mai de seamă mănăstire din Țara Românească, fiind mai apoi închinată nu doar unei singure mănăstiri de la Sfântul Munte așa cum era obiceiul, ci tuturor acestor mănăstiri. Protatonul a fost însărcinat cu distribuirea ajutorului bănesc care venea de la Cotroceni, către toate mănăstirile athonite.
În aceeași situație se afla și o altă mare mănăstire moldovenească, de data aceasta, ctitorie a lui Vasile Lupu – anume Trei Ierarhi. Datorită bogățiilor impresionante cu care fusese înzestrată, ea a fost închinată întregului munte Athos, Protatonul având însărcinarea de a distribui ceea ce se cuvenea fiecărei mănăstiri.
Un aspect asupra căruia trebuie să insistăm este acela al condițiilor pe care Șerban Cantacuzino le-a pus în cazul închinării mănăstirii sale către Protaton și, prin el, întregului munte Athos. Acest moment se dovedește a fi de o importanță covârșitoare, deoarece este pentru prima dată când un ctitor decide să închine mănăstirea locurilor sfinte, însă numai cu anumite condiții. În cazul în care nu erau respectate condițiile respective, atunci hrisovul de închinare devenea nul, iar urmașii domnului puteau sa ia mănăstirea de sub administrarea călugărilor greci. Aceste condiții erau: 
1. Egumenul care se va trimite să fie un bun administrator.
2. Se va trimite la Athos numai surplusul din veniturile mănăstirii. Partea  cea mai importantă va rămâne aici pentru înțretinerea mănăstirii.
3. Nimic din acareturi și podoabe ale mănăastirii nu putea să fie dus la Athos.
4. La fiecare 3 ani, egumenul sa dea socoteală de veniturile ce le va încasa mănăstirea.
5. Să se urmeze tipicul athonit în cele liturgice.
6. Să se prăznuiască în mod deosebit ziua Sfinților Serghie și Vach (7 octombrie)
7. Să fie pomenit el și tot neamul sau de către călugări și să fie înmormântat aici.
După cum era de așteptat, călugării care au venit să gestioneze averea mănăstirii nu s-au îngrijit așa cum trebuia de aceasta și astfel au intervenit numeroase probleme de ordin financiar. 
Pe parcursul secolului al XVIII–lea domnitorii și-au arătat mila lor față de ctitoria lui Șerban Cantacuzino, dând mai multe hrisoave prin are se acordau facilități și era sprijinită material. În „1718 – Ioan Mavrocordat, 1734 – Grigore al II-lea Ghica, 1742 – Mihai Racoviță, 1753 – Constantin Racoviță, 1775 – Alexandru Ipsilanti, 1782 – Nicolae Caradja, 1783 și 1792 – Mihail Șuțu, 1793 și 1799 – Alexandru Moruzi, 1798 – Constantin Hangerli, 1803 – Constantin Ipsilanti etc... Ciudățenia acestei situații o reprezintă însă listele de venituri și cheltuieli și dările de seamă ale egumenilor mănăstirii, făcute din patru în patru ani începând cu ultimele două decenii ale secolului XVIII–lea, care reflectă o balanță deficitară.”  Vedem de aici proasta gestiune a acestor egumeni care erau trimiși de Protaton cât și îngăduința domnitorilor români, care cu toate riscurile, continuau să ajute locurile sfinte ale ortodoxiei.
Un moment important în acest sens se va derula în timpul lui Ioan Gheorghe Caradja Vodă (1812 – 1818). În urma unui cutremur devastator care are loc în 1802, biserica și întregul corp de chilii sunt distruse. Pentru a le repara egumenul Visarion se împrumută de bani cu o dobândă destul de mare și nu reușește să mai plătească. În 1815 vin creditorii care obligă mănăstirea să plătească. Neavând de unde să acopere datoria, aceștia se duc la domnitor, care îl dă jos pe stareț și pune unul român de neam, pe Dionisie Plumbuițeanu, iar mai apoi, la anul 1816 Adunarea Obștească a țării, după multă chibzuială, dă o soluție: Fie Protatonul va plăti datoriile pe care metocul lor le avea, ceea ce era destul de greu pentru situația în care se afla acesta, fie să se dispună vinderea a 18 prăvălii pe care Cotrocenii le aveau în  București pentru a se acoperi datoriile pe care Visarion, fostul egumen, le făcuse: „Între timp, crescuseră și datoriile care se pot constata și din caietul de venituri și cheltuieli al egumenului Visarion (1798-1815). Pentru a o repara, Visarion s-a împrumutat, dar se pare că a luat mai mulți bani decât îi trebuiau, invocând, cum ne spune inscripția faptul că mănăstirea s-a ruinat total, căzând și biserica și clopotnița și paraclisul, dar și hanurile, metocul de la Vălenii de Munte și prăvăliile de la București”. După acest moment situația s-a mai restabilit un pic.
Rudele ctitorului aveau dreptul să dezînchine mănăstirea în momentul descoperirii abuzurilor pe care Visarion le-a făcut. De fapt au și amenințat cu ducerea la îndeplinire a acestui avertisment, dar au renunțat să mai facă acest lucru atunci când s-a hotărât rezolvarea problemelor în maniera mai sus amintită.
Un lucru care a ajutat locașul de cult  a fost stabilirea domnitorului, fie și temporar, la Cotroceni. Domnii au făcut acest lucru pentru a o proteja împotriva abuzurilor, ceea ce s-a și întâmplat. Astfel veniturile au început să crească semnificativ, lucru care nu se poate explica decât prin faptul că mănăstirea nu mai dădea muntelui Athos toate veniturile sale, putând să mai păstreze a anumită sumă care era, apoi, investită în renovare.
Platoul de lângă mănăstirea Cotroceni a fost adeseori utilizat pentru camparea armatelor care veneau în zona Bucureștilor, fiind un punct strategic de o importanță covârșitoare. „De obicei comandanții locuiau în casele domnești sau în casele egumenești. În 1737, luna iulie, cantonează aici trupele austriece conduse de generalul Ghilany; în 1739, trupe turcești conduse de generalul Suleiman Pașa; în 1800 – 1802, trupe turcești și rusești; în 1806 trupele rusești conduse de generalul Miloradovici”  În timpul revoluției din 1821, conduse de Tudor Vladimirescu, acesta își stabilește cartierul general în jurul mănăstirii, făcând din ea baza militară a acțiunilor sale. În acest scop a săpat șanțuri de apărare întărite cu redute și tunuri. Totuși această tabără nu și-a îndeplinit scopul pentru care fusese făcută. Amenințat de invazia otomană, Tudor se retrage din capitală pentru a o feri de distrugere din partea forțelor invadatoare.
În timpul lui Alexandru Ioan Cuza (1859 - 1866), domnitorul care și-a stabilit aici reședința, în anul 1863 a luat ființă pe platoul de la Cotroceni o tabără de instrucție care a devenit un loc important pentru istoria militară a vremii. S-a încercat elaborarea și punerea în practică a unor sisteme de instruire a trupelor care să fie moderne și care să de rezultate. În paralel cu instruirea, trupele de geniu au executat o porțiune a șoselei Cotroceni – Grozăvești. 
Tot acum au avut loc renovări și remobilări ale Caselor domnești, de către Ministerul de Externe, căruia i s-a deschis la 26 martie  1862 o linie de credit de 4000 de galbeni, suplimentată mai apoi cu încă 600.
La cutremurul din noiembrie 1940, biserica Mănăstirii Cotroceni a fost afectată, fiind refăcută abia după al Doilea Război Mondial, ocazie cu care a fost eliminat frontonul neoclasic.

## Sfârșitul mănăstirii

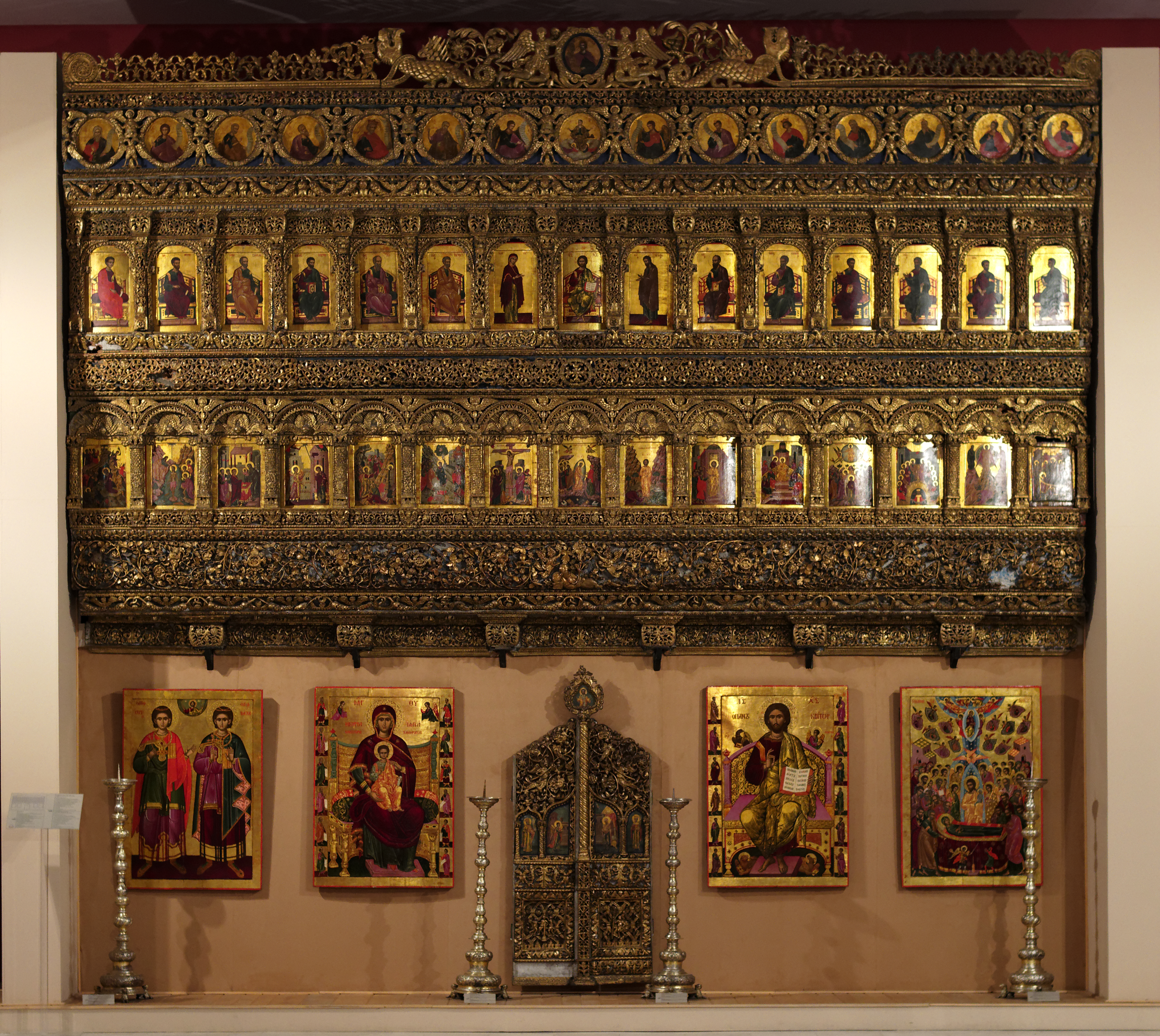
Catapeteasma mănăstirii Cotroceni expusă la Muzeul Național de Artă al României.

În anul 1948 biserica mănăstirii a fost închisă cultului de comuniști.
Din 1949, Palatului Cotroceni a fost transformat de comuniști în Palatul Pionierilor. În perioada când clădirea a funcționat ca Palat al Pionierilor, mănăstirea din curtea sa s-a ruinat complet. Cutremurul din 1977 a afectat-o iremediabil. După 1977, Palatul Cotroceni a fost folosit de Nicolae Ceaușescu drept casă de oaspeți. În anul 1984 Nicolae Ceaușescu a hotărât ca biserica veche, construită de Șerban Cantacuzino, să fie dărâmată.
Atunci când s-a dărâmat biserica, deoarece nu s-a alocat nici un fond pentru dărâmare, arhitectul Camil Roguski, responsabil cu ridicarea noului palat Cotroceni, a făcut o deturnare de fonduri, alocând bani pentru a scoate piatra, profilele, coloanele din biserică cât și frescele și le-a dus la Mănăstirea Cernica, într-un depozit, pentru a fi protejate, considerând că până la urmă biserica va fi refăcută. Elena Ceaușescu a dorit ca în locul bisericii să se facă un bazin. Roguski a trebuit să o mintă că dacă face un bazin se inundă subsolul palatului. Astfel a putut păstra intactă fundația bisericii și a salvat forma sa inițială, pentru o eventuală reconstrucție ulterioară.

## Resurecția
În vremea mandatului președintelui Ion Iliescu, între 2003 și 2004, biserica fostei mănăstiri a fost parțial rezidită. La reconstrucție, în naos au fost încastrate câteva fresce din cele originale, realizate de celebrul zugrav bisericesc Pârvu Mutu.. În perioada 2008-2009, în timpul președintelui Traian Băsescu, a fost finalizată reconstrucția integrală a acestei biserici și a fost dotată cu toate cele necesare cultului, altarul fiind întregit prin aducerea și fixarea catapetesmei originale din lemn aurit. A fost montat și un clopot de peste o tonă turnat la o fabrică de profil din Epsicopia Maramureșului. Biserica a fost resfințită la 11 octombrie 2009.